# Żyłka (województwo śląskie)
Żyłka – wieś w gminie Krupski Młyn, w powiecie tarnogórskim, w województwie śląskim, w Polsce.
Do 2023 miejscowość była częścią wsi Potępa.
W latach 1975–1998 Żyłka należała administracyjnie do województwa katowickiego.